# 杨桥路
杨桥路是位于中国福建省福州市鼓楼区的一条街道，原为杨桥巷，是三坊七巷之一，现为西起洪山大桥、东至东街口的马路，其中洪山大桥至工业路段称杨桥西路，工业路至白马北路段称杨桥中路，白马北路至八一七北路段称杨桥东路。
杨桥路为东西走向，东接八一七北路，西连白马路，位于三坊七巷最北端，南于衣锦坊、郎官巷平行。古名登俊坊，后改名杨桥巷，1960年代经拓宽后为杨桥路，原有古建筑仅存林觉民故居和双抛桥。